# Stéphane Slima
 (septembre 2019).
Si vous disposez d'ouvrages ou d'articles de référence ou si vous connaissez des sites web de qualité traitant du thème abordé ici, merci de compléter l'article en donnant les références utiles à sa vérifiabilité et en les liant à la section « Notes et références ».
Stéphane Slima, est un acteur français né le 10 octobre 1970 au Mans (Sarthe) et mort le 26 août 2012 à Rivedoux-Plage, sur l'île de Ré (Charente-Maritime).

## Biographie
Principalement connu pour son personnage d'Alain Dulac dans la série télévisée à succès Sous le soleil, Stéphane Slima, ancien élève-stagiaire à la Comédie-Française, a tourné dans de nombreuses œuvres au cinéma comme à la télévision. C'est aussi un acteur de théâtre, qui a joué dans de nombreuses pièces. En 2015, le journal Libération note qu'il a fait partie du meilleur de la distribution de Sous le soleil, série à laquelle « [son] détachement et [sa] drôlerie » ont pu apporter à la série « un coin d'ombre inattendu. »
En avril 2011, il annonce publiquement son homosexualité, « Mes parents, mes amis, mes collègues, tous étaient au courant [...]. Je ne me suis jamais senti enfermé. Je n'ai jamais caché ma sexualité. Je voulais attendre le moment où mon acte servirait à quelque chose. Mon coming out — même si je n'aime pas ce terme, il ne me correspond pas vraiment — ne m'a libéré de rien : je l'étais déjà » a-t-il déclaré à Têtu, magazine gay.
En 2012, il accepte de reprendre son rôle d'Alain Dulac dans la suite de la série Sous le soleil.
Il meurt le 26 août 2012 à l'âge de 41 ans, des suites d'un accident vasculaire cérébral, alors qu'il est en vacances dans sa maison à Rivedoux-Plage sur l'île de Ré. Il est crématisé à La Rochelle.
Dans Sous le soleil, la présence de Stéphane Slima est variable selon les saisons de la série. Il fait néanmoins partie de la distribution pour la treizième et dernière saison, diffusée à partir du 6 septembre 2008 sur TF1, et il devait participer à la quatorzième saison fin 2012, qui marquait le retour de la série après quatre ans d'absence (sur TMC cette fois-ci).
Le premier épisode de la saison 1 de Sous le soleil de Saint-Tropez, diffusé le 2 mars 2013, lui est dédié.
Dans un entretien du 14 janvier 2025, Christine Lemler, son amie et collègue, revient sur sa disparition. Selon elle, ce dernier aurait mis fin à ses jours en raison des souffrances liées à son état de santé peu avant son décès.

## Filmographie

### Cinéma
- 1990 : Cyrano de Bergerac de Jean-Paul Rappeneau
- 1992 : 588, rue Paradis de Henri Verneuil
- 1993 : Un, deux, trois, soleil de Bertrand Blier
- 1993 : Mina Tannenbaum de Martine Dugowson : Didier
- 1999 : Amour de chiottes (court-métrage) de Erik Jourdil : le jeune homme
- 2000 : Salsa de Joyce Buñuel : l'inspecteur de police
- 2005 : Combien tu m'aimes ? de Bertrand Blier : Slim
- 2009 : Ultime atome (court-métrage) : un homme

### Télévision
- 1994 : Les Nuiteux (téléfilm) de Josée Dayan : Rachid
- 1994 : La Bavure (téléfilm) d'Alain Tasma : Frédéric Cadoin
- 1995 : Arrêt d'urgence (téléfilm) de Denys Granier-Deferre : Hyacinto
- 1995 : Extrême Limite (série télévisée)
- 1996 : Julie Lescaut, épisode 3 saison 5, La Fête des mères de Josée Dayan : l'amant Leguillou
- 1996-2008 : Sous le soleil (série télévisée) : Alain Dulac
- 1997 : La Voisine (téléfilm) de Luc Béraud : le dragueur
- 1997 : La Serre aux truffes (téléfilm) de Jacques Audoir : Stéphane
- 1997, 1999-2000 : Vérité oblige (série télévisée) : Eric Rochman
- 2004 : Blandine l'insoumise (série télévisée) : Ugo di Palma
- 2006 : SOS 18 (série télévisée) : Urbain
- 2007 : Avocats et Associés (série télévisée) : Alex
- 2007 : Sœur Thérèse.com (série télévisée) : Pierre Bardy
- 2008 : Diane, femme flic (série télévisée) : Darnand
- 2009 : Un homme d'honneur (téléfilm) de Laurent Heynemann : Alain Boublil

## Théâtre
- 1989 : La Folle Journée ou le Mariage de Figaro de Beaumarchais, mise en scène Antoine Vitez, Comédie-Française
- 1989 : Amour pour amour, de William Congreve, mise en scène André Steiger, Comédie-Française
- 1989 : Lorenzaccio d'Alfred de Musset, mise en scène Georges Lavaudant, Comédie-Française
- 1990 : La Vie de Galilée de Bertolt Brecht, mise en scène Antoine Vitez, Comédie-Française
- 1990 : Le Barbier de Séville de Beaumarchais, mise en scène Jean-Luc Boutté, Comédie-Française
- 1990 : Le Malade imaginaire de Molière, mise en scène Gildas Bourdet, Comédie-Française
- 1991 : Les Caprices de Marianne d'Alfred de Musset
- 1991 : L'Étourdi ou les Contretemps de Molière, mise en scène Françoise Seigner, Théâtre Mouffetard, Théâtre des Célestins
- 1991 : Plain-chant[Quoi ?]
- 1991 : Robinson Crusoé
- 1992/1993 : Tartuffe ou l'Imposteur de Molière
- 1994 : Roméo et Juliette de William Shakespeare
- 1994-1995 : Le Marchand de Venise de William Shakespeare
- 1996 : Page 27 de Jean-Louis Bauer, mise en scène Pierre Santini, Théâtre Tristan Bernard
- 2002 : Les affaires sont les affaires d'Octave Mirbeau
- 2003 : Les Directeurs[Quoi ?]
- 2011 : Le président, sa femme et moi écrit et mis en scène par Bernard Uzan
- 2012 : Piège à Matignon